# Патил, Банду
Банду Патил (англ. Bandu Patil, 1 января 1936 — 23 августа 1988) — индийский хоккеист (хоккей на траве), нападающий. Олимпийский чемпион 1964 года.

## Биография
Банду Патил родился 1 января 1936 года.
Играл в хоккей на траве за «Сервисез» из Нью-Дели.
В 1962 году в составе сборной Индии завоевал серебряную медаль на летних Азиатских играх в Джакарте.
В 1964 году вошёл в состав сборной Индии по хоккею на траве на Олимпийских играх в Токио и завоевал золотую медаль. Играл на позиции нападающего, провёл 2 матча, мячей не забивал.
Умер 23 августа 1988 года в результате остановки сердца.